# Orogenia fusiformis
Orogenia fusiformis är en flockblommig växtart som beskrevs av Sereno Watson. Orogenia fusiformis ingår i släktet Orogenia och familjen flockblommiga växter. Inga underarter finns listade i Catalogue of Life.